# Descoberta de preços
O processo de descoberta de preços (também chamado de mecanismo de descoberta de preços) é um processo de determinação do preço de um bem no mercado através das interacções entre compradores e vendedores.
A descoberta de preços é diferente da avaliação de preços. O processo de descoberta de preços envolve os preços estabelecidos por compradores e o vendedores de um determinado item numa determinada data. Inclui os seguintes factores:
- Compradores e o vendedores (quantidade, tamanho, localização, e percepção de valor)
- Mecanismos de mercado (processo de oferta e ajuste final, liquidez)
- Informação disponível (quantidade, oportunidade, significância e fiabilidade) incluindo:
  - Mercado de futuros e outros mercados relacionados
- Escolhas de gestão de riscos.

Num mercado dinâmico, a descoberta de preços ocorre em contínuo. O preço irá por vezes cair abaixo da média durante o período e outras vezes exceder a média, em consequência do ruído provocado pelas incertezas. Habitualmente, a descoberta de preços ajuda a encontrar o preço exacto de uma mercadoria ou das acções de uma empresa cotada em bolsa. A descoberta de preços é usada em mercados especulativos com o intuito de ajudar os negociantes, fabricantes, exportadores, agricultores, donos de poços de petróleo, refinarias, governantes, consumidores e especuladores.